# Драгош Брајер
Драгош Брајер (1888 — 1963) је био српски свештеник, парох великокршљански и грађевински инжењер немачког порекла.

## Биографија
Рођен је 27. јануара 1888. у Бечу као Карл Брајер, од оца Јосифа и мајке Хермине. У Бечу је завршио основну школу и гимназију, те дипломирао на грађевинском одсеку бечког Техничког факултета (k.k. Technische Hochschule).
За време аустроугарске окупације Србије Карл Брајер почетком 1916. године стигао је у Крушевац, у униформи аустријског официра, као окружни инжењер.
У Рековцу, међу избеглицама, срео је Злату Крупежевић, свршену ученицу више женске школе, кћер народног посланика проте Николе Крупежевића из Велике Крсне. Брајер одлази на допуст у Беч, и у бечкој цркви светог Саве прелази у православље. Вратио се у Србију као Драгош Брајер и са Златом Крупежевић венчао се у великокршљанској цркви.
Помоћу лекарског уверења, са својом младом женом, Брајер је отишао у Беч, а затим у Швајцарску. Иако са плућним катаром, пријавио се српским властима за поданство (држављанство) и са жељом да га пошаљу на Солунски фронт као инжењера. Чекајући на ту дозволу, Брајер је дочекао примирје и преко Галипоља и Крфа, стиже са женом у нетом ослобођену Србију 1918. године.
Испрва је радио као млинар, израдио је први у младеновачком крају млин са саугас-мотором. Млинарски посао му пропада због мале накнаде коју је узимао сељацима. Потом је радио као грађевинар у Смедереву. Изводио је земљане насипе, градио радионице за поправак железничких вагона, подигао је неколико вила у Београду.
Доброћудан, повучен и скроман по природи, Брајер није успевао у новчаним пословима, тако да је дочекао четрдесету годину, са женом и две ћерке, у новчаним проблемима. Увиђајући Брајерову побожност и добра дела црквене власти дају благослов, те Драгош Брајер уписује у четрдесетој години живота Православни богословски факултет на београдском универзитету. Након положених осамнаест од укупно 24 испита, по овлашћењу патријарха српског г. Варнаве, Брајер је рукоположен у манастиру Раковица у чин свештеника 1. октобра 1931. године.
У Удовици код Петријева, близу Смедерева, без новчаних средстава, уз рад парохијана и својим инжењерским искуством подигао је нову цркву, али се није задржао у истом селу. Затражио је премештај и дошао у Велику Крсну, у село породице своје жене, у кућу старе свештеничке породице Крупежевића.
У Великој Крсни служио је као капелан 1931-33. и 1936-1939. године, а од 1939. године као парох.
Отац Драгош Брајер преминуо је 6. децембра 1963. године у Београду, где је и сахрањен на Новом гробљу, надживевши супругу тачно двадесет година.
Становници Велике Крсне подигли су му августа 2004. године спомен чесму.